# 蓝氏七夕鱼
蓝氏七夕鱼（学名：Assessor randalli）为鮗科燕尾鮗屬的鱼类，俗名兰道氏燕尾鮗。分布于Ishigaki、琉球群岛、台湾岛等。该物种的模式产地在琉球群岛。